# キャラウェイ
ヒメウイキョウ（姫茴香、学名：Carum carvi）は、セリ科ヒメウイキョウ属（キャラウェイ属）の二年草である。別名はキャラウェイ（英: Caraway）、カラム。原産地は西アジア、ヨーロッパとされる。種子のように見える果実が、香辛料として用いられている。リンネの『植物の種』(1753年) で記載された植物の一つである。
同じセリ科のイノンド（別名: ディル）もヒメウイキョウと呼ばれる。フェニキア人の手によってヨーロッパ中に広められた。キャラウェイの名はアラビア人が كراويا （karāwiyā; カラーウィヤー）と呼んたことに由来する。
草丈は30 - 60センチメートル (cm) に達する草本。茎は直立し、レース状のニンジンに似た羽状の葉がつく。2年目の終わりに小さな淡緑色の花が散形花序に付き、その後に濃茶色で薄茶色の筋が入った長さ3ミリメートル (mm) 程度の三日月型の果実が付く。

## 利用
古代から香辛料として使われ、ヨーロッパでは中世から栽培されている。中世では、キャラウェイには人や物を引き止めたり結びつけたりする力があると信じられ、その種子を入れておいた品物は盗難にあう事はなかったと言う。また、その実は惚れ薬の材料としても用いられていた。

### 食用
キャラウェイシードの名で流通している種子は、甘い香りとほろ苦い味、ぷちぷちとした食感が特徴。外観がクミンとそっくりなので混同されやすい。料理店などで口直しに単体で供されることもある。若葉はパセリに似た味で生食や飾り付けに使われ、根もニンジンやパースニップのように食べられる。
中央ヨーロッパ、ユダヤ料理でよく使われ、パン、ソーセージ、スープ、ケーキ、ビスケット、焼きりんご、卵料理、チーズ、キャベツ料理、フルーツを使ったデザートなどの味付けに用いられる。カレーにも時折使われる。特にキャベツとの相性がよく、ザワークラウトには欠かせないスパイスとされている。また、ドイツではリキュールの材料として用いられ、シルバー・ブリット等のカクテルに用いられる。イタリアのリキュール、カンパリのフレーバーとしても知られている。
香りの主成分はd-カルボンとリモネンである。

### 薬効
種から採取した精油は健胃・駆風の効果があり、腹痛や気管支炎に良いといわれ、うがいや口内洗浄にも使われる。インドの伝統的医学アーユルヴェーダでは、興奮・刺激の作用があるとされている。

## ギャラリー

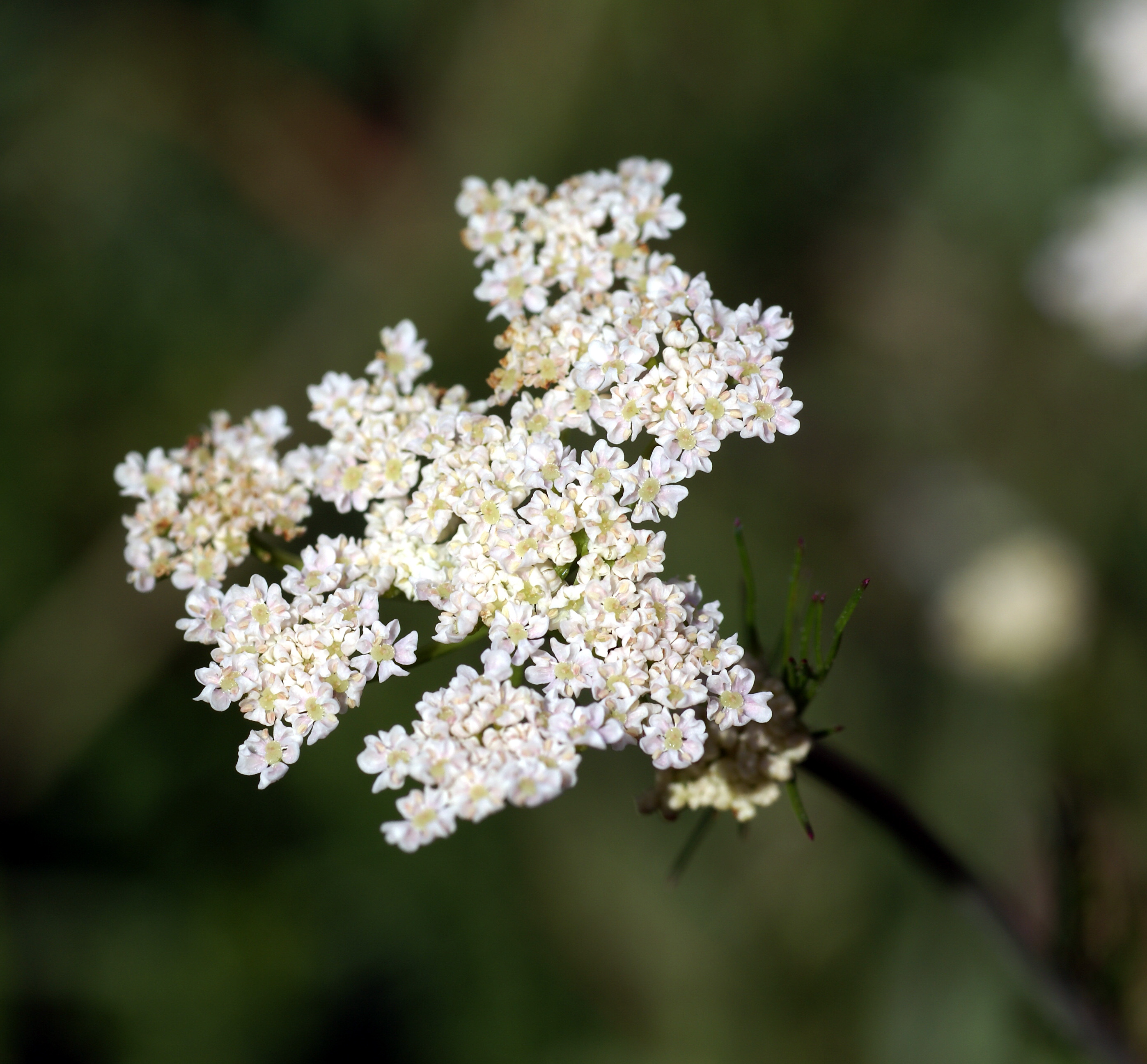
花
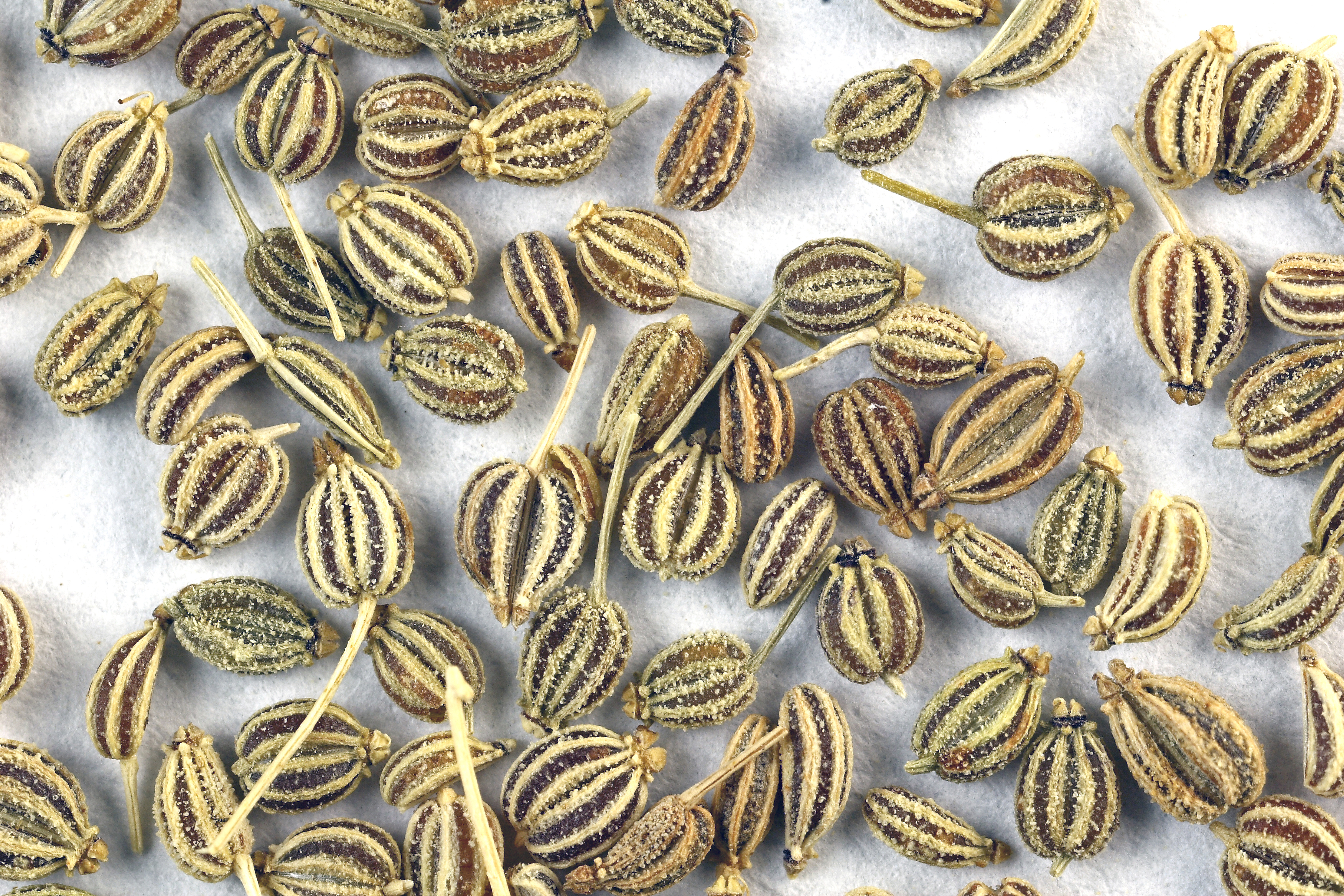
香辛料に使われる果実